# Mémorial István-Gyulai
Le Meeting István-Gyulai (en hongrois Gyulai István Memorial) est un meeting international d'athlétisme organisé chaque année depuis 2011, sous l'égide de la Fédération hongroise d'athlétisme, en mémoire du dirigeant István Gyulai (en), reconnu par l'Association européenne d'athlétisme comme un meeting AEA.

## Records du meeting

### Hommes
| Epreuve           | Record              | Athlète             | Nationalité    | Date            |
| ----------------- | ------------------- | ------------------- | -------------- | --------------- |
| 100 m             | 9 s 86 (+ 2,0 m/s)  | Asafa Powell        | Jamaïque       | 30 juillet 2011 |
| 200 m             | 19 s 88 (+ 0,8 m/s) | Erriyon Knighton    | États-Unis     | 8 août 2022     |
| 400 m             | 43 s 74             | Steven Gardiner     | Bahamas        | 18 juillet 2023 |
| 800 m             | 1 min 43 s 35       | David Rudisha       | Kenya          | 18 juillet 2016 |
| 1 500 m           | 3 min 36 s 70       | Silas Kiplagat      | Kenya          | 18 juillet 2016 |
| 3 000 m           | 7 min 35 s 41       | Caleb Ndiku         | Kenya          | 20 août 2012    |
| 110 m haies       | 12 s 92 (+ 0,6 m/s) | Sergueï Choubenkov  | Russie         | 2 juillet 2018  |
| 400 m haies       | 48 s 93             | Yasmani Copello     | Turquie        | 2 juillet 2018  |
| 3 000 m steeple   | 8 min 10 s 48       | Benjamin Kigen      | Kenya          | 2 juillet 2018  |
| Saut en hauteur   | 2,40 m              | Mutaz Essa Barshim  | Qatar          | 2 juillet 2018  |
| Saut à la perche  | 5,70 m              | Paweł Wojciechowski | Pologne        | 8 août 2014     |
| Saut en longueur  | 8,34 m (+ 0,5 m/s)  | Ruswahl Samaai      | Afrique du Sud | 4 juillet 2017  |
| Triple saut       | 17,68 m (+ 0,1 m/s) | Christian Taylor    | États-Unis     | 9 juillet 2019  |
| Lancer du disque  | 69,50 m             | Zoltán Kővágó       | Hongrie        | 30 juillet 2011 |
| Lancer du javelot | 83,71 m             | Marcin Krukowski    | Pologne        | 4 juillet 2017  |
| Lancer du marteau | 83,12 m             | Paweł Fajdek        | Pologne        | 7 juillet 2015  |

### Femmes
| Epreuve           | Record              | Athlète                 | Nationalité      | Date            |
| ----------------- | ------------------- | ----------------------- | ---------------- | --------------- |
| 100 m             | 10 s 99 (- 1,2 m/s) | Veronica Campbell-Brown | Jamaïque         | 7 juillet 2015  |
| 200 m             | 22 s 18 (+ 0,7 m/s) | Shaunae Miller-Uibo     | Bahamas          | 9 juillet 2019  |
| 400 m             | 49 s 53             | Shaunae Miller-Uibo     | Bahamas          | 2 juillet 2018  |
| 800 m             | 1 min 59 s 84       | Francine Niyonsaba      | Burundi          | 18 juillet 2016 |
| 1 500 m           | 4 min 04 s 81       | Nancy Chepkwemoi        | Kenya            | 7 juillet 2015  |
| Mile              | 4 min 24 s 29       | Genzebe Dibaba          | Éthiopie         | 2 juillet 2018  |
| 2000 m            | 5 min 33 s 76       | Genzebe Dibaba          | Éthiopie         | 9 juillet 2019  |
| 3 000 m           | 9 min 02 s 68       | Agnes Jebet             | Kenya            | 20 août 2012    |
| 100 m haies       | 12 s 28 (+ 0,1 m/s) | Kendra Harrison         | États-Unis       | 4 juillet 2017  |
| 400 m haies       | 54 s 16             | Janieve Russell         | Jamaïque         | 2 juillet 2018  |
| 3 000 m steeple   | 9 min 20 s 01       | Etenesh Diro            | Éthiopie         | 3 juillet 2017  |
| Saut en hauteur   | 1,96 m              | Ana Šimić               | Croatie          | 10 juillet 2013 |
| Saut en longueur  | 6,94 m (+ 0,9 m/s)  | Tianna Bartoletta       | États-Unis       | 8 juillet 2014  |
| Triple saut       | 14,15 m (0,0 m/s)   | Irina Gumenyuk          | Russie           | 10 juillet 2013 |
| Lancer du poids   | 20,19 m             | Valerie Adams           | Nouvelle-Zélande | 18 juillet 2016 |
| Lancer du javelot | 61,31 m             | Marharyta Dorozhon      | Ukraine          | 10 juillet 2013 |
| Lancer du marteau | 78,10 m             | Anita Włodarczyk        | Pologne          | 18 juillet 2016 |